# 白石腳
白石腳，是台灣宜蘭縣礁溪鄉的一個傳統地域名稱。位於該鄉東北部。相較於今日行政區，其範圍大致包括白雲村、玉石村。

## 歷史
台灣清治末期，白石腳地區為一街庄，稱為「白石腳庄」，隸屬於頭圍堡。該庄北、東兩面與二圍庄為鄰，東南與大塭庄為鄰，南與抵百葉庄、奇立丹庄為鄰，西南邊與湯圍庄、礁溪庄為鄰。
1901年（日治明治三十四年）11月，廢縣廳改設二十廳，該庄隸屬於宜蘭廳，編入第四區。1905年（明治三十八年）7月，第四區改名「二圍區」。1909年（明治四十二年）10月，合併二十廳為十二廳，該庄仍隸屬於宜蘭廳。1920年（大正九年），廢十二廳改設五州二廳，該庄改制為「白石腳」大字，隸屬於臺北州宜蘭郡礁溪庄。
戰後礁溪庄改制為礁溪鄉，隸屬於臺北縣，大字亦改制為村。1950年10月，北、基、宜分治，礁溪鄉改隸屬於宜蘭縣。

## 聚落
本地區發展較早的聚落有白石腳、大竹圍等，在日治期初期的官方地圖上已有記載。此外，本地區尚有玉石、份尾等聚落。

## 交通
國道5號又稱「北宜高速公路」，是橫跨台灣東西部的高速公路，大致以北北西—南南東走向轉東北—西南走向經過白石腳地區東南部，並於省道台9線交會口南側設有頭城交流道。由該道路向北轉西北可前往坪林、石碇、南港並止於國道3號南港系統交流道，向西南可前往宜蘭、羅東、蘇澳等地。
省道台9線（礁溪路七段～六段）又稱「東部幹線」，大致以東北東—西南西走向轉東北—西南走向再轉東北東—西南西走向經過本地區中部偏東南地帶。由該道向東北東轉北經「九彎十八拐」上坡後轉西北可前往坪林、石碇、新店等地，向西南西轉南可前往礁溪市區、宜蘭、五結、羅東等地。